# 耶茨 (蒙大拿州)
耶茨（英語：Yates）是位於美國蒙大拿州威博縣的非建制地區。

## 歷史
耶茨的郵局於1908年設立，其後於1920年停運。

## 地理
耶茨所處的海拔為高於海平面848米（即2782英呎），而該地所採用的時區為UTC-6，即北美山地時區（MST）。同時該地設有夏令時間，為UTC-7調快一小時，即UTC-6（MDT）。